# アセンとペタルの蜂起
アセンとペタルの蜂起は、アセンとペタルの兄弟が指揮した反乱である。

## 背景
12世紀後半のブルガリアには重税が課せられ、住民の不満が高まっていた。こうした状況の中、クマン系ともワラキア系とも言われるアセンとペタルの2人の兄弟が反乱を組織し、1185年ヴェリコ・タルノヴォでブルガリアの独立を宣言した。（ブルガリア#風土と歴史）

## 反乱の成功
反乱軍はドナウ沿岸を占拠し、トラキアまで攻め込み、ヨハネス・カンタクジノスが率いる討伐軍を撃破した。これを見た皇帝イサキオス2世アンゲロスは自ら軍勢を率いてブルガリアの反乱軍を討伐し、ブルガリア軍をドナウ川以北へ敗走させ、コンスタンティノープルに帰還した。だが、クマン人の援軍を得たペタルとアセンはブルガリア北部を解放した。東ローマ軍はブルガリア軍が立てこもるロヴェチの要塞を攻め立てたが、数ヶ月間たっても攻め落とせず、やむを得ず和約を結びブルガリアから撤退した（ロヴェチ包囲戦）。ツァーリに即位したイヴァン・アセン1世は、ブルガリアに侵攻してきた東ローマ軍をトリャヴナの戦いで打ち破った。これにより、ブルガリアの独立は決定的なものとなった。